# Shane Palemia
Shane Palemia (ur. 2005) – samoański zapaśnik walczący w obu stylach. 
Mistrz miniigrzysk Pacyfiku w 2025. Złoty medalista mistrzostw Oceanii w 2025 roku.